# Южноамериканская совка
Южноамериканская совка (лат. Megascops choliba) — вид птиц из семейства совиных. Распространены в Коста-Рике, и на 2/3 части Южной Америки, от Венесуэлы до севера Аргентины, также в Андах. Умеет камуфлироваться под дерево. 9 подвидов. Является одной из самых распространённых сов в Южной Америке — ареал  растягивается на 13,1 миллионов квадратных километров.

## Описание
Длина достигает 21—23 см, масса — 97—160 г. Размах крыльев 55 см. Самки больше чем самцы. Большая круглая голова, короткий хвост, и короткие перьевые ушки. Серо-коричневый лицевой диск с тёмными краями. Маленькие веки с жёлтыми глазами. Верхние части тела серо-коричневые и имеют полоски, с белыми линиями. Нижние части бледнее, с тёмными, в форме ёлочки, полосками. Живёт 20 лет.

### Морфы
Есть серо-коричневая, коричневая, и рыжая морфы (рыжая является самой редкой).

## Образ жизни
Обитает в лесостепях, вторичных лесах, и краях лесов. Также встречается у плантаций, городских парков, сельхозугодьев с деревьями и тропических низинных лесах. Ночная птица.

## Размножение
В август и ранний сентябрь начинается размножение, когда самец зовёт самку. Его трель выглядит вот так: «гурррррррррр ку-кук». Когда соревнование между территориальным соперником, то финальные нотки более многочисленные. Когда самка присоединяется, она побуждает самца издать звук «бубубубубуб». Гнездится в дуплах, выдолбленных дятлами, но также может и обитать в самих гнёздах. Самка откладывает от 1 до 4 яиц, реже 6. Она сидит на яйцах, пока самец приносит ей еду. Если ей кто то угрожает, то она пытается его прогнать (в том числе и человека). Птенцы оперяются в возрасте 1 месяц.

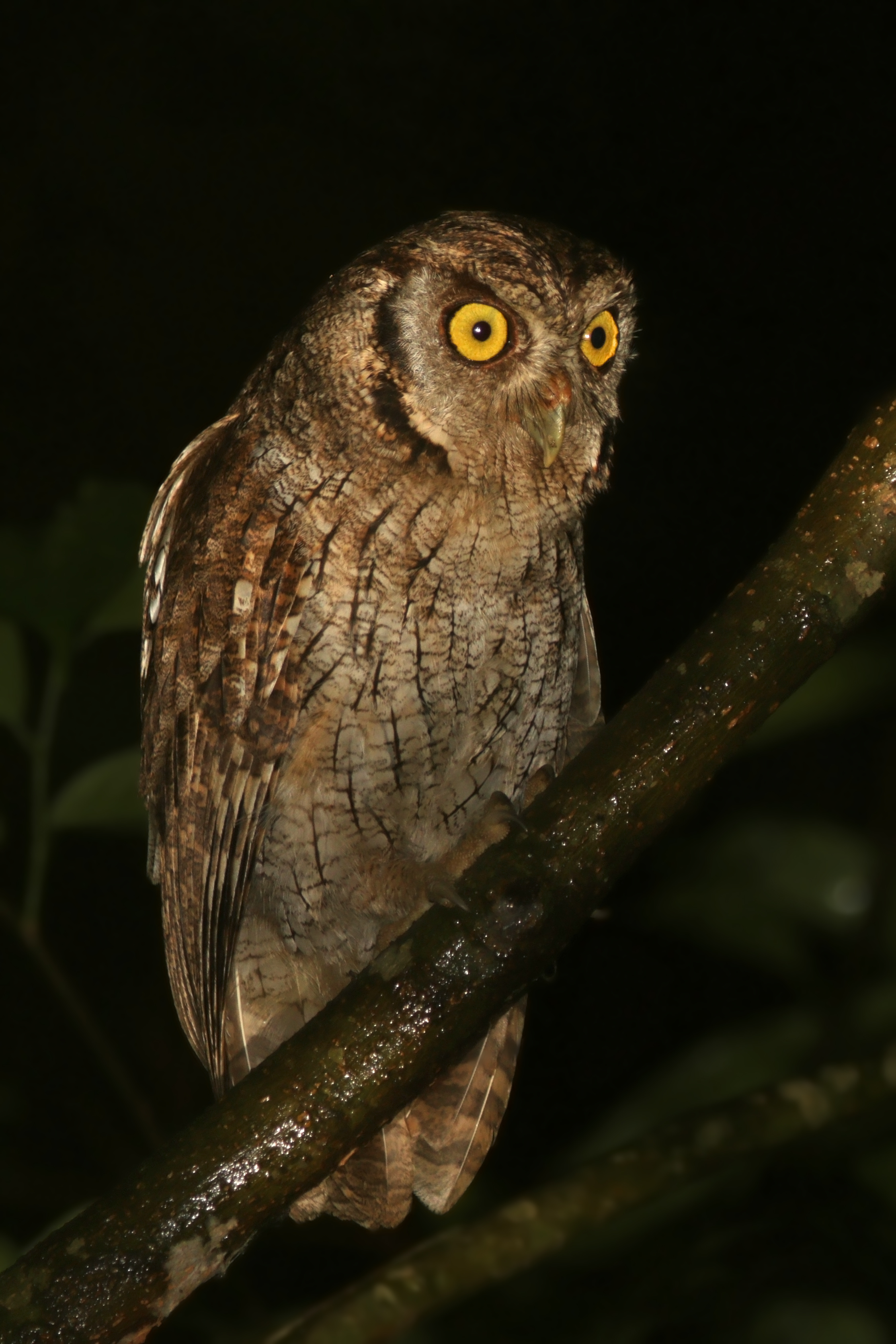
Подвид Megascops choliba luctisomus
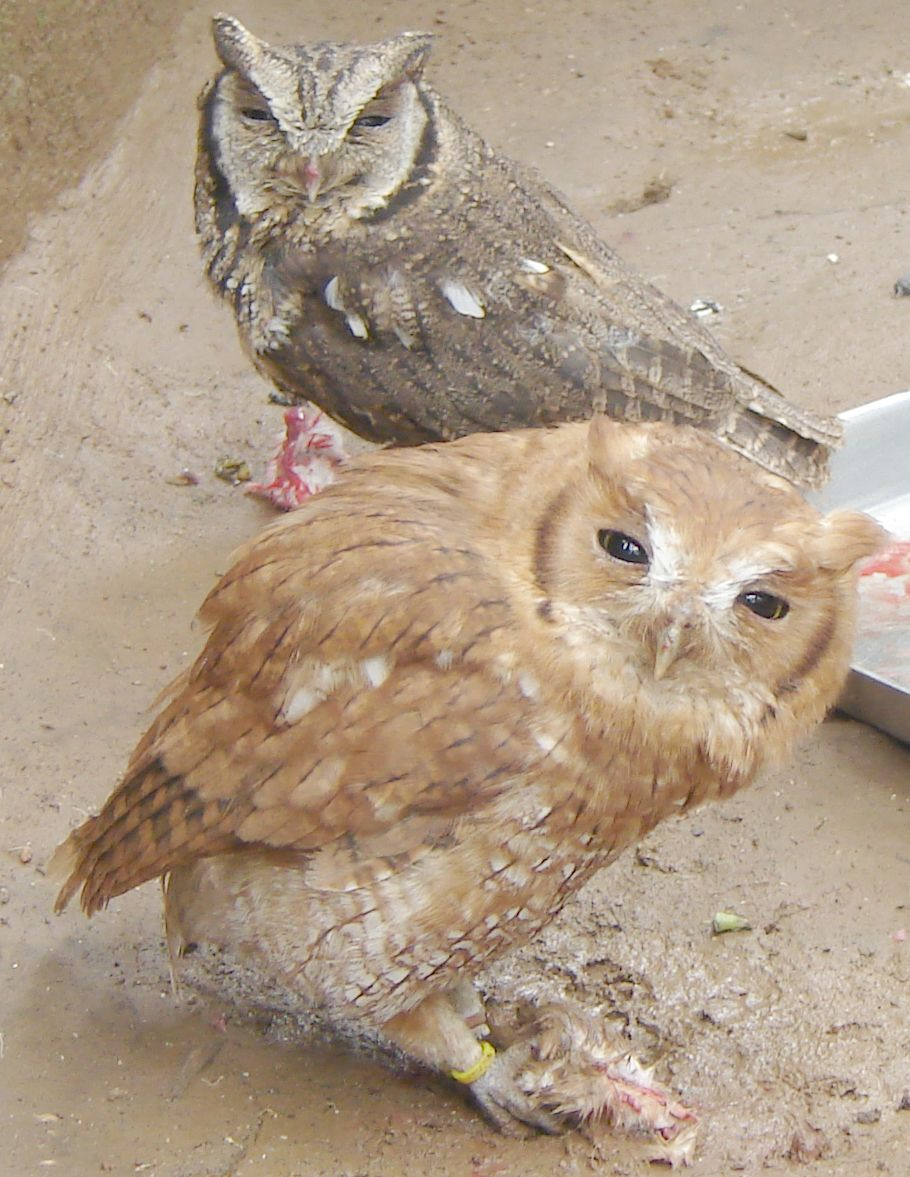
Серая и рыжая морфы вместе

## Подвиды
Существует 9 подвидов южноамериканских совок:
- M. c. luctisonus (Bangs & Penard,  1921) - От Коста-Рики дo северо-западной Колумбии.
- M. c. margaritae (Cory, 1915) Остров Маргарита (северная Венесуэла)
- M. c. duidae (Chapman, 1929) Юг Венесуэлы.
- M. c. cruciger (Spix, 1824) Восток Колумбии и восток Перу до Венесуэлы, Гайаны до северо-восточной Бразилии.
- M. c. surutus (Kelso, 1941) Боливия.
- M. c. decussatus (Lichtenstein,  1823)  центр и восток Бразилии.
- M. c. choliba (Vieillot, 1817) от юга Бразилии до востока Парагвая.
- M. c. wetmorei (Brodkorb, 1937) от западного Парагвая до севера Аргентины.
- M. c. uruguaii (Hekstra, 1982) юго-восточная Бразилия, Уругвай и северо-восточная Аргентина.